# Síndrome do desejo sexual hipoativo
A síndrome ou transtorno do desejo sexual hipoativo (DSH) é a condição em que a libido simplesmente desaparece. Ocorre principalmente entre as mulheres. É uma disfunção (ou desvio) que causa a falta de interesse sexual. Não é considerado uma patologia pela medicina.
Normalmente, quem sofre com esta síndrome perdem aos poucos a vontade sexual. E as causas dessa diminuição podem ser tanto físicas como psicológicas. Na maioria dos casos as causas são emocionais como valorização de aspectos negativos em relação à sexualidade e inúmeros fatores com origens inconscientes. Também pode ocorrer devido ao desequilíbrio hormonal ou outros fatores orgânicos.
Pode também ser chamada de frigidez.

## Causas
Desequilíbrio hormonal como hipotireoidismo e uso de medicamentos antidepressivos. O aumento da prolactina durante a gravidez a mulher pode ser acometida pelo transtorno.
- Físicas
  - Doenças: Diabetes, doenças cerebrais, da medula e de nervos relacionados com os órgãos genitais, prostatite, infecções ginecológicas, etc.
  - Distúrbios físicos: estafa (stress), distúrbios glandulares, etc.
  - Alterações de órgãos genitais: doenças congênitas.
  - Fumo e excesso de ingestão alcoólica.
  - Uso de drogas (narcóticos, cocaína, etc.).
  - Doenças relacionadas à terceira idade e velhice.
  - Uso de alguns medicamentos.
- Psicológicas
  - Desavenças conjugais, medo de falhar, ansiedade, impotência e disfunção orgástica feminina.

## Tratamento
Quando apresenta causas orgânicas, o tratamento é realizado com reposição hormonal. Nos casos psicológicos exige psicoterapia focada na sexualidade.